# Roger Verey
Roger Roland Verey, poljski veslač, 14. marec 1912, Lozana, Švica, † 6. september 2000, Krakow.
Verey je za Poljsko nastopil na Poletnih olimpijskih igrah 1936 v Berlinu in tam v dvojnem dvojcu z veslaškim partnerjem Jerzyjem Ustupskim osvojil bronasto medaljo. 